# کواچالاتی
کواچالاتی (گرجی: კვაჭალათი) یک روستا در شهرداری ازورگتی ناحیه گوریا در غرب گرجستان است.